# Rejon skadowski
Rejon skadowski (ukr. Скадовський район) – rejon na Ukrainie, w obwodzie chersońskim, z siedzibą w Skadowsku. Jego powierzchnia wynosi 5255 km², zaś liczba ludności wynosi 122,7 tys. osób.
Na terenie rejonu znajduje się 9 hromad:
- Hoła Prystań(inne języki)
- Skadowsk(inne języki)
- Kałanczak(inne języki)
- Myrne(inne języki)
- Lazurne(inne języki)
- Bechtery(inne języki)
- Dołmatiwka(inne języki)
- Czułakiwka(inne języki)
- Nowomykołajiwka(inne języki)

Rejon został utworzony 19 lipca 2020 roku decyzją Rady Najwyższej z 17 lipca 2020 roku o przeprowadzeniu reformy administracyjno-terytorialnej Ukrainy. W jego skład weszły dotychczasowe rejony:
- skadowski
- hołoprystański
- kałanczacki